# Poldek Pfefferberg
Poldek Pfefferberg (20 de marzo de 1913-9 de marzo de 2001) fue un superviviente polaco-estadounidense del Holocausto que inspiró al escritor australiano Thomas Keneally para escribir la premiada novela El arca de Schindler, que a su vez sirvió de base para la película de Steven Spielberg, La lista de Schindler.

## Primeros años
Pfefferberg nació en una familia judía en Cracovia, el Imperio austrohúngaro. Obtuvo una maestría en Filosofía y Educación Física de la Universidad Jagellónica, de Cracovia. Luego se convirtió en un profesor de secundaria en Cracovia hasta 1939. Se convirtió en el profesor de Educación Física en el Gimnasio Kosciuszko en Podgórze.
En 1939 se enlistó en el ejército polaco y participó en la defensa de Polonia contra la invasión alemana.  En 1941, Poldek contrajo matrimonio con una joven judía estudiante de medicina, Ludmilla Lewinson, a la que llamaban cariñosamente Mila. La pareja vivió brevemente con la madre de Poldek en un modesto pero confortable apartamento en la calle Jozefinska, en Cracovia, Polonia. Más tarde él le explicó al novelista australiano Thomas Keneally cómo fue herido en el río San, donde su vida fue salvada por su sargento mayor, que lo llevó a un hospital de campaña.

## Oskar Schindler
Después de la derrota de Polonia y su división entre la Alemania nazi y la Unión Soviética, Pfefferberg no sabía decidir si viajar este o el oeste. En sus propias palabras expresó:

Los oficiales teníamos que decidir ir al este o al oeste. Decidí no ir hacia el este, a pesar de que yo era judío. Si lo hubiera hecho, me habrían tirado con todos los demás pobres hijos de puta en el bosque de Katyn.

Como prisionero en Plaszow, cerca de Cracovia, Pfefferberg utilizó un documento alemán emitido para visitar a sus soldados en un hospital militar, y también a su madre. En este camino se encontró con Oskar Schindler, un hombre de negocios de los Sudetes alemanes, que estaba a cargo de una fábrica de productos esmaltados que habían sido confiscadas a judíos. Schindler empleó a la madre de Pfefferberg, una diseñadora de interiores, para que decorara su nuevo apartamento.
A través de esta conexión, Pfefferberg fue empleado en la fábrica de Schindler cerca del Campo de concentración de Cracovia- Plaszow, en las afueras de Cracovia. Esto le permitió sobrevivir al exterminio de 3 millones de judíos polacos, durante el cual sus padres, su hermana, su cuñado y muchos otros familiares fueron asesinados. Pfefferberg describió a Schindler como «un moderno Noé», que fue capaz de salvar a 1200 judíos de Cracovia de la deportación al Campo de exterminio de Auschwitz-Birkenau. Los salvados fueron conocidos como Schindlerjuden o Judíos de Schindler.
Se mudó con Schindler y muchos otros a un campamento en Brünnlitz. Durante estas experiencias adquirió habilidad como soldador.
Pfefferberg ayudó a Oskar en el tráfico de productos tales como alimentos enlatados, vinos, betunes, trajes y muchos otros productos procedentes del mercado negro durante la guerra, con el fin de abastecer de alimentos, bebidas y otros productos para el sostenimiento de la fábrica y también para mantener contentos a sus colaboradores nazis.

## Después de la Guerra
Después de la guerra, Pfefferberg se instaló por primera vez en Budapest, luego en Múnich, donde organizó una escuela para niños refugiados. En 1948 emigró a los Estados Unidos. Él y su esposa Mila se instalaron en Los Ángeles, con el tiempo abrieron un negocio de artículos de cuero en Beverly Hills. En los Estados Unidos vivió con el nombre de Leopold Page, aunque en los últimos años ha vuelto a aparecer como Leopold Pfefferberg. Él intentó en varias ocasiones llamar la atención de escritores y cineastas de la gran pantalla que conocía a través de su negocio, para que rodaran una película basada en la historia de Schindler y sus acciones que llegaron a salvar a judíos polacos de los nazis, organizando varias entrevistas con Schindler para la televisión americana. La muerte de Schindler en 1974 pareció terminar cualquier posibilidad de una película.
En 1980, Pfefferberg conoció a Thomas Keneally en su tienda, y al saber que era un novelista, le mostró sus extensos archivos de Schindler. Keneally se interesó mucho en estos documentos y Pfefferberg se convirtió en un importante asesor para el libro. Acompañó a Keneally a Polonia donde visitaron Cracovia y los sitios relacionados con la historia de Schindler. Keneally dedicó El Arca de Schindler a Pfefferberg.

"A la memoria de Oskar Schindler y a Leopold Pfefferberg, cuyo celo y persistencia determinaron que se escribiera este libro".

Pfefferberg explicó las razones que estaban detrás de sus esfuerzos para que la historia de Schindler se difundiera.

"Schindler me dio mi vida, y yo traté de darle la inmortalidad".

Después de la publicación de El arca de Schindler en 1982, Pfefferberg trabajó en convencer a Steven Spielberg para que filmara la película basada en el libro de Kenneally, utilizando su contacto con la madre de Spielberg para obtener acceso. Pfefferberg afirmó haber llamado a la oficina de Spielberg a la semana durante 11 años. Cuando en 1992 Spielberg decidió hacer la película, Pfefferberg trabajó como asesor. Nuevamente viajó a Polonia para mostrar a Spielberg los sitios. Poldek y Mila Pfefferberg aparecen en el epílogo de la película. Pfefferberg y su esposa fueron invitados de Spielberg en la noche de la premiación de los Oscar, obteniendo La lista de Schindler siete premios de la Academia. En su discurso Spielberg agradeció a Pfefferberg.

"Gracias en especial a un sobreviviente llamado Poldek Pfefferberg ... Le debo una deuda tal. Ha llevado la historia de Oskar Schindler para todos nosotros".

Pfefferberg fue uno de los fundadores de la Fundación Internacional Emilie y Oskar Schindler, que reconoce los actos de los individuos y las organizaciones, independientemente de su raza o nacionalidad. Destacó en la fundación 

"Sólo cuando la fundación sea una realidad voy a decir que he cumplido con mi obligación. Porque cuando ya no esté aquí, cuando los judíos de Schindler ya no estemos aquí, la fundación todavía seguirá continuando".

Pfefferberg falleció el 9 de marzo de 2001, a los 87 años de edad, en Beverly Hills. Le sobreviven su esposa Mila, un hijo y una hija.

## Lista original de Schindler
En abril de 2009 se encontró una copia a carbón de la lista original (incluyendo los nombres de 801 sobrevivientes) en Sídney, entre la documentación que Thomas Keneally entregó en donación a la Biblioteca Estatal de Nueva Gales del Sur.